# 반 앤델 아레나
반 앤델 아레나(영어: Van Andel Arena)은 미국 미시간주 그랜드래피즈에 위치한 실내 경기장이다. 현재 IHL/AHL 그랜드래피즈 그리핀스와 G 리그 그랜드래피즈 골드의 홈경기장으로 사용되고 있다.